# Bad Überkingen
Bad Überkingen är en kommun och ort i Landkreis Göppingen i regionen Stuttgart i Regierungsbezirk Stuttgart i förbundslandet Baden-Württemberg i Tyskland.
Kommunen ingår i kommunalförbundet Geislingen an der Steige tillsammans med staden Geislingen an der Steige och kommunen Kuchen.